# .coop
coop هو نطاق مستوى أعلى عام (gTLD). تم تقديمه في 15 ديسمبر 2001، وتديرهُ DotCooperation LLC ‏ وهي شركة أمريكيّة ومقرها واشنطن العاصمة. هذه شركة تابعة لما يسمى برابطة الأعمال التعاونية الوطنية، والتي تقدمت بطلب للحصول على المجال في آيكان. حدث هذا كجزء من تحرير سياسات العناوين العامة في عام 2000.

## تاريّخ
الإسم «coop» هي اختصار للتعاونيات (بالإنجليزية: cooperatives)‏. نطاق المستوى الأعلى مخصص حصريًا لمثل هذه الشركات وهو غير مهم إلى حد ما مقارنة بالعناوين العامة الأخرى. بعد عام واحد من التقديم، أبلغ مكتب التسجيل عن 30 موقعًا نشطًا فقط ضمن المجال. في 20 يونيو 2003، تم تسجيل حوالي 7500 عنوان يحمل هذا النطاق، ولا تتوفر أرقام أحدث.
نظرًا لقلة نجاح النطاق، تَمَّ تحرير شروط الحصول على النطاق بشكلٍ كبير على مر السنين، وكان آخرها في عام 2008. ومنذ ذلك الحين، تمكنت الشركة المؤهلة من تسجيل مجالات إضافية للنطاق. وأضافت خصومات عند طلب عدة نطاقات هي أيضًا غير عادية ويتم توفيرها بواسطة سجل النطاق منذ ديسمبر 2008، تم أيضًا إصدار عناوين قصيرة جدًا تتكون من حرف واحد أو حرفين فقط لهذا النطاق.

## إدارة
هذا النطاق مُقيد؛ لأنهُ يسمح فقط للتعاونيات ومنظمات الدعم التعاوني والشركات المملوكة للتعاونيات بتسجيل اسم المجال فقط. وبعدها يتم التحقق من التسجيلات ويُطلب من جميع المسجلين تقديم تأكيد العضوية من مُنظمتين متعاونتين في البلد أو المنطقة فقط (وفقًا لشروط الموقع الرسمي).

## رَوابط خارجيَّة
- الموقع الرسمي